# Próba Gellé
Próba Gellé lub próba Gellégo – próba określająca porównanie przewodnictwa kostnego podczas zmian ciśnienia w przewodzie słuchowym zewnętrznym. Służy ona do oceny ruchomości strzemiączka w okienku owalnym. Jest wykorzystywana w diagnostyce otosklerozy, w której przebiegu dochodzi często do jego unieruchomienia.
Próbę opisał francuski otolog Marie-Ernst Gellé w 1876 roku.

## Wykonanie próby
Wykonanie próby polega na wprowadzeniu do ujścia przewodu słuchowego zewnętrznego oliwki balonu Politzera. Następnie wzbudzony stroik ustawia się albo na oliwce balonu, albo na wyrostku sutkowym badanego ucha i naprzemiennie poprzez naciskanie balonu Polizera zwiększa się i zmniejsza ciśnienie w przewodzie słuchowym zewnętrznym.

## Interpretacja próby
Próba Gellé prawidłowa występuje przy prawidłowym słuchu. Podczas naprzemiennego zwiększania i zmniejszania ciśnienia w przewodzie słuchowym zewnętrznym pacjent odczuwa naprzemienne modulowanie natężenia dźwięku stroika.
Próba Gellé patologiczna występuje przy unieruchomieniu podstawy strzemiączka w niszy okienka owalnego. Na skutek braku ruchomości strzemiączka pod wpływem zmian ciśnienia w przewodzie słuchowym zewnętrznym, pacjent nie odczuwa podczas próby żadnej zmiany dźwięku. Cały czas słyszy jednostajny dźwięk.